# Sommarmordet
Sommarmordet är ett olöst mord på den 20-åriga studentskan Jeanette Johansson i Södertälje 1969. En person greps och erkände mordet i mitten av 1970-talet men släpptes på grund av brist på bevis. Mordet preskriberades 1994.

## Bakgrund
Jeanette Johansson från Järna försvann efter att ha deltagit i en studentfest hos adjunkt Olav von Zur-Mühlen tillsammans med sju klasskamrater som alla hade läst ryska för Zur-Mühlen. Festen hölls fredagen den 13 juni 1969 i Södertälje.
Johansson lämnade festen i Södertälje centrum vid halv tre-tiden på natten till lördagen tillsammans med en klasskamrat. De skildes åt vid Baptistkyrkan. Detta var sista gången kamraten såg henne i livet. Efter flera tips som följts upp men inte givit resultat organiserade man skallgångskedjor i skogarna kring båda sidorna av Tvetabergsvägen dit vittnesuppgifter pekade. Ett 30-tal poliser, helikoptrar, hundpatruller, värnpliktiga och frivilliga deltog i sökandet som inte heller det gav resultat. Tre veckor senare, på kvällen tisdagen den 1 juli, hittades hennes döda kropp i ett tätt busksnår 50 meter från Tvetabergsvägen och bara 100 meter från IFK Södertäljes kamratstuga. En privatperson hade sett en liten bit vitt tyg sticka fram ur en hög med mossa och kvistar. Kroppen låg på en plats där skallgångskedjan tidigare passerat. Obduktionen visade att Johansson hade avlidit cirka 05.30 den natt/morgon hon försvann.
På brottsplatsen hittade man blod mellan Tvetabergsvägen och fyndplatsen. Man hittade även en sten som man förmodade var mordvapnet. Spaningsledningen fick in 500 tips och mellan 50 och 100 personer kontrollerades beträffande sina förehavanden natten till den 14 juni. Ett fynd från brottsplatsen, som polisen först inte ville offentliggöra, gick man senare ut med i media. Fyndet var en bit av ett kassettband, en bandspelartejp med två avsnitt popmusik inspelade, som man antog kunde tillhöra gärningsmannen. Detta fynd ledde dock heller inte polisen närmare mordgåtans lösning. Först i mitten av 1970-talet greps en man, den så kallade godismannen, som erkände att han hade mördat Jeanette. En rad indicier pekade mot mannen men i brist på bindande teknisk bevisning valde åklagaren att släppa honom. Fallet är formellt ouppklarat och preskriberades slutligen 1994.
Jeanette Johansson, som var född den 3 augusti 1948, jordfästes i Överjärna kyrka lördagen den 12 juli 1969. Hennes grav, i vilken sedermera även föräldrarnas stoft har gravsatts, är belägen på den äldre delen av kyrkogården, belägen sydost om kyrkan.

## I media
Den 7 maj 1995 sände TV4 del 4 av TV-serien Brottsplats Sverige som handlade om mordet. Avsnittet hette där Sommarmordet 1969.